# Vampire: The Masquerade – Bloodhunt
Vampire: The Masquerade – Bloodhunt är ett free-to-play Battle Royal-spel av Svenska Sharkmob. Det är baserat på rollspelet Vampire: The Maquerade och den större World of Darkness–serien.
Vampire: The Masquerade utspelar sig i Prag och den underliggande intrigen tar sin inspiration från den femte upplagan av Vampire: The Maquerade.
Spelet blev tillgängligt för allmänheten den 27 april 2022 för både Windows och Playstation 5.